# 科爾馬 (伊利諾伊州)
科爾馬（英語：Colmar）是位於美國伊利諾伊州麥克多諾縣的一個人口普查指定地區。

## 地理
科爾馬的座標為40°20′43″N 90°53′28″W / 40.34528°N 90.89111°W，而該地最高點為海拔高度167米（即548英尺）。

## 人口
根據2010年美國人口普查的數據，科爾馬的面積為5.00平方千米，當中陸地面積為5.00平方千米，而水域面積為5.00平方千米。當地共有人口500人，而人口密度為每平方千米100人。